# 桑 (伊勒-维莱讷省)
48°33′08″N 1°35′12″W / 48.55209199999999°N 1.586556°W
桑是法国伊勒-维莱讷省的一个市镇，位于该省北部，属于圣马洛区。该市镇总面积10.25平方公里，2009年时的人口为483人。

## 人口
桑人口变化图示